# Itu
Itu je bio egipatski princ 4. dinastije, sin princa Rahotepa i Nofret, unuk faraona Snofrua, te nećak faraona Kufua.